# Avalon (Geórgia)
Avalon é uma cidade  localizada no estado americano de Geórgia, no Condado de Stephens.

## Demografia
Segundo o censo americano de 2000, a sua população era de 278 habitantes.
Em 2006, foi estimada uma população de 275, um decréscimo de 3 (-1.1%).

## Geografia
De acordo com o United States Census Bureau tem uma área de 
4,6 km², dos quais 4,6 km² cobertos por terra e 0,0 km² cobertos por água. Avalon localiza-se a aproximadamente 285 m acima do nível do mar.

## Localidades na vizinhança
O diagrama seguinte representa as localidades num raio de 20 km ao redor de Avalon. 